# Aeropuerto Armando Schwarck
El Aeropuerto Armando Schwarck, también conocido como el Aeropuerto Los Pijiguaos, (IATA: LPJ, OACI: SVAS), es un terminal aéreo venezolano localizado en el municipio Cedeño del estado Bolívar. Es un aeropuerto de baja capacidad mayormente utilizado por agencias turísticas o empleados de las explotaciones mineras de Los Pijiguaos. Por su escasa capacidad ninguna de las principales aerolíneas de Venezuela lo incluyen en sus itinerarios.
Tiene una sola pista de 1400 metros de largo, 22 de ancho. Solo se reciben o despachan vuelos diurnos así como aeronaves de menor envergadura. Por encontrarse en una zona de escaso tráfico aéreo, el aeropuerto no tiene terminal ni ningún tipo de servicio aeroportuario como restaurantes, tiendas o aduanas, y también carece de sistema de aterrizaje instrumental (ILS, Instrument Landing System), pero posee un radio faro o baliza no direccional (NDB) siglas PIJ que forma parte del sistema de ayudas de navegación de Venezuela.
El aeropuerto fue bautizado en honor al ingeniero Armando Schwarck Anglade, exdirector de minería y geología de Venezuela y exdirector de geología del ministerio de Minas e Hidrocarburos. Schwarck fue uno de los pioneros en los estudios geológicos en el país.